# Ghibelini
Guelfii și ghibelinii au reprezentat facțiuni care și-au disputat puterea în mai toate orașele și comunele din Italia medievală, mai cu seamă între secolele al XII-lea și al XIV-lea. Cele două grupuri susțineau Statul papal, respectiv pe împăratul german.
Denumirea de ghibelin provine, după toate probabilitățile, de la numele castelului Waiblingen, aparținând regelui Conrad al III-lea de Hohenstaufen, în timpul disputei sale cu ducele de Bavaria, susținut de papalitate. Pronunțat ca "Wibellingen", numele castelului a devenit în limba italiană Ghibellino. Cele două denumiri, guelfi și ghibelini, au apărut în Italia în vremea împăratului Frederic I Barbarossa.

## Opțiunea unora dintre orașele italiene
| Principalele orașe ghibeline                                      | Principalele orașe guelfe                                 | Orașe cu opțiune variabilă                                                         |
| ----------------------------------------------------------------- | --------------------------------------------------------- | ---------------------------------------------------------------------------------- |
| Arezzo Cremona Forlì Modena Osimo Pisa Pistoia Siena Spoleto Todi | Bologna Brescia Crema Genova Lodi Mantova Orvieto Perugia | Bergamo Ferrara Florența Lucca Milano Padova Parma Piacenza Treviso Verona Vicenza |